# Shoshone

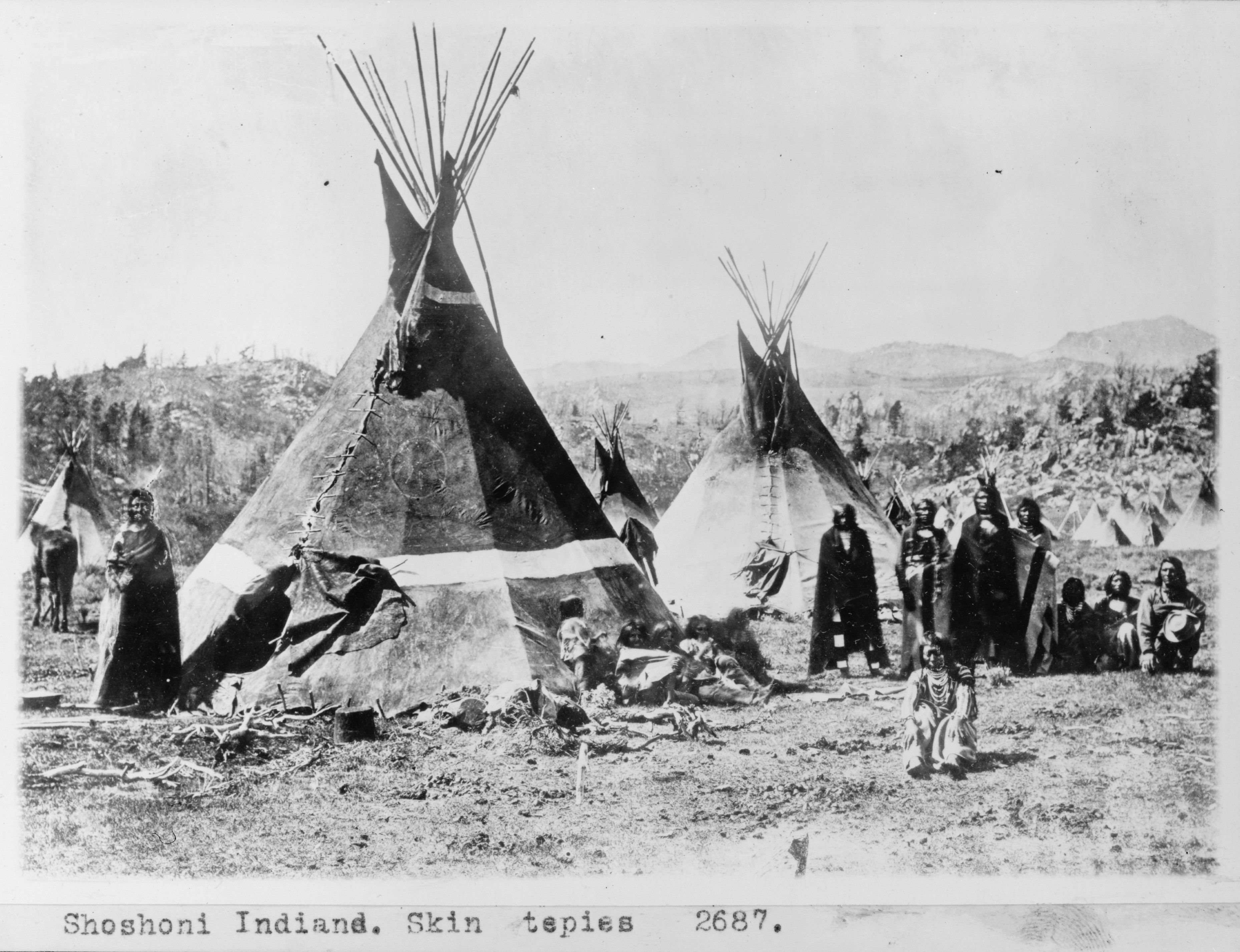
Shoshone, (1870)

Os Shoshone ou Shoshoni (/ʃoʊˈʃoʊniː/ or /ʃəˈʃoʊniː/) são uma tribo de povos nativos americanos com quatro maiores divisões culturais e linguísticas:
- Shoshones do leste: Wyoming
- Shoshones do norte: sudeste de  Idaho
- Shoshones do oeste: Nevada, norte de Utah
- Gosiute:  oeste de Utah, leste de Nevada

 Os shoshones foram algumas vezes chamados de indios Serpente  por tribos vizinhas e pelos primeiros colonizadores europeus.

## Origem do nome
O nome "shoshone" vem de Sosoni, uma palavra shoshone para as gramas altas que crescem na área. Algumas tribos vizinhas chamam os shoshones de "Povo da Casa de Grama", pois suas casas tradicionais eram feitas de soshoni. Os shoshones se chamam de Newe, que significa  "o Povo".